# Cunnawarra cassisi
Cunnawarra cassisi là một loài nhện trong họ Amphinectidae. Loài này phân bố ở Nieuw-Zuid-Wales.